# Mesocoelopus brevistriatus
Mesocoelopus brevistriatus is een keversoort uit de familie klopkevers (Anobiidae). De wetenschappelijke naam van de soort is voor het eerst geldig gepubliceerd in 1979 door Leiler.